# JALways
JALways Co.,Ltd. (株式会社JALウェイズ Kabushiki-gaisha JAL Weizu?) es una aerolínea filial de Japan Airlines. Tiene su base en el edificio de Japan Airlines en Shinagawa, Tokio, Japón, JALways opera más de doscientos vuelos cada semana, con vuelos regulares diarios desde tres aeropuertos en Japón a Bangkok, Manila, Denpasar, Guam, Honolulú y Kona así como vuelos regulares internacionales de Japan Airlines. Su base de operaciones principal es el Aeropuerto Internacional Narita, Tokio.
Los pilotos tienen su base en Tokio, Japón, mientras que los tripulantes de cabina tienen su formación y base en Tokio y Osaka, Japón; Bangkok, Tailandia; y Manila, Filipinas y son principalmente tailandeses y filipinos. JALways opera de manera independiente de JAL, pero comparte su librea y beneficios. Puesto que JALways opera a destinos turísticos, los aviones de JALways tienen la palabra "Reso`cha" (Super destino Express) en el fuselaje. También, los uniformes de los tripulantes de vuelo tienen temas tropicales. También es común que los aviones de JALways sean utilizados en rutas de JAL, y viceversa.

## Historia
La aerolínea fue fundada en 5 de octubre de 1990 y comenzó a operar en julio de 1991. Inicialmente comenzó como aerolínea chárter con el nombre Japan Air Charter, y creó relaciones con Japan Airlines. Recibió su nombre actual el 1 de octubre de 1999 y se convirtió en aerolínea regional internacional. Se convirtió en filial de Japan Airlines en marzo de 2001. Tiene 2.633 empleados (en marzo de 2007).  Las operaciones comenzaron con aviones McDonnell Douglas DC-10 y Boeing 747, pero los DC-10 fueron retirados en octubre de 2005. A finales de 2006, las tripulaciones de JALways podían operar para JALCargo para efectuar vuelos de carga desde Anchorage, Alaska a destinos en los Estados Unidos.
JAL Group se deshizo de los Boeing 747-200 y -300, con la completa retirada de estos en marzo de 2009. A finales de 2007, JAL Group comenzó a transferir algunos Boeing 747-400 a JALways, con culminación prevista para 2010.

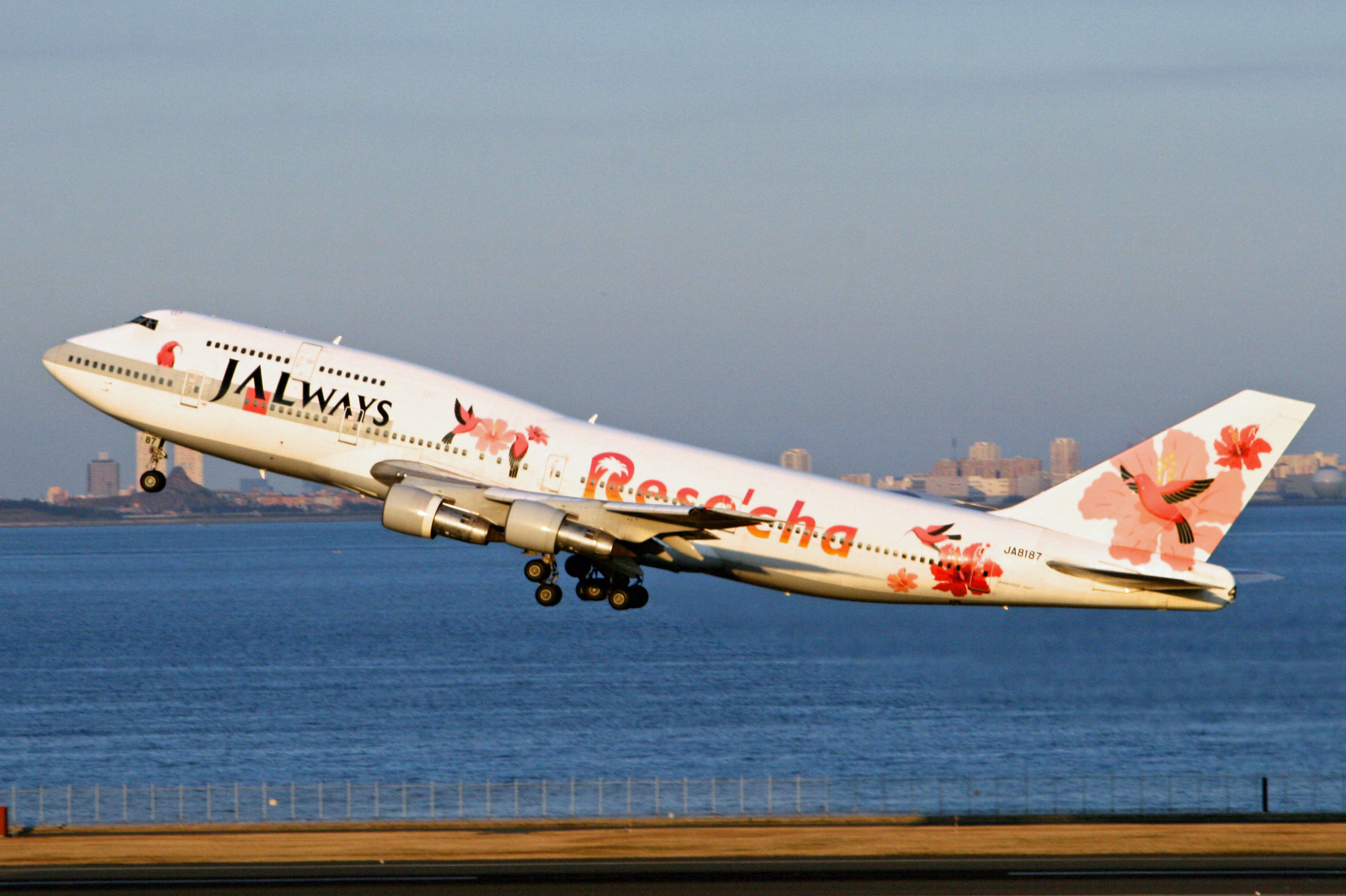
JALways Boeing 747-300.

JALways contrató pilotos extranjeros, principalmente americanos, desde su concepción hasta marzo de 2009. Los pilotos actuales son todos japoneses y procedentes de Japan Airlines.

## Destinos

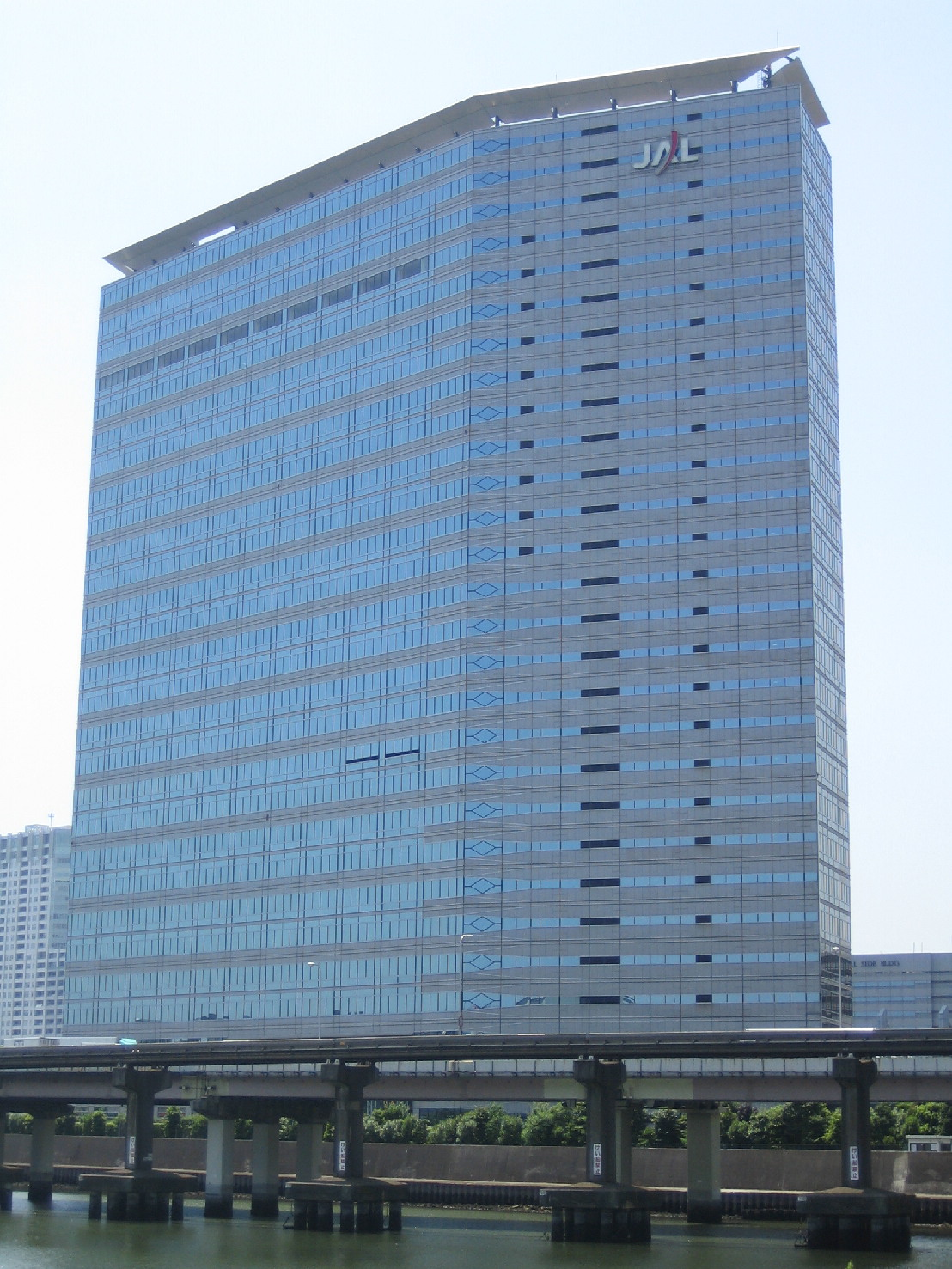
La base de Japan Airlines en Shinagawa alberga la base de JALways.

JALways opera a las siguientes ciudades, algunas en cooperación con JAL utilizando aviones de ambas compañías:

### Asia
Este de Asia
- Japón
  - Nagoya (Aeropuerto Internacional Chubu Centrair)
  - Osaka (Aeropuerto Internacional Kansai)
  - Tokio (Aeropuerto Internacional Narita)

Sur de Asia
- India
  - Delhi (Aeropuerto Internacional Indira Gandhi)

Sureste de Asia
- Indonesia
  - Denpasar (Aeropuerto Internacional Ngurah Rai)
  - Yakarta (Aeropuerto Internacional Soekarno-Hatta)
- Filipinas
  - Manila (Aeropuerto Internacional Ninoy Aquino)
- Tailandia
  - Bangkok (Aeropuerto Internacional Suvarnabhumi)

### Norteamérica
- Estados Unidos 
  - Honolulú (Aeropuerto Internacional Honolulú)
  - Kailua-Kona (Aeropuerto Internacional de Kona en Keahole)

### Oceanía
- Australia
  - Brisbane (Aeropuerto de Brisbane)
  - Sídney (Aeropuerto de Sídney)
- Guam
  - Guam (Aeropuerto Internacional Antonio B. Won Pat)

## Flota
La flota de JALways incluyen B767, B777, y B747-400, compartido con JAL International (en marzo de 2009): [cita requerida].  

### Flota antigua
- Boeing 747-200 (Retiro octubre de 2007)
- Boeing 747-300 (Retirado marzo de 2009)
- McDonnell Douglas DC-10 (Retirado noviembre de 2005)